# Sport (Barcelona)
Sport ist eine täglich erscheinende spanische Sportzeitung, die ihren Sitz in Barcelona (Katalonien) hat. Sie wurde 1979 erstmals herausgegeben, besitzt eine tägliche Auflage von über 180.000 Exemplaren (Seitenzahl: 56, Preis: 1 Euro (2008)) und gehört zur Grupo Zeta, die noch zahlreiche andere Tageszeitungen vertreibt. Der größte Konkurrent ist die ebenfalls in Barcelona ansässige Zeitung Mundo Deportivo.

## Schwerpunkt
Der Schwerpunkt der Zeitung liegt auf der Berichterstattung vom Fußballverein FC Barcelona (Barça). Lokalrivale RCD Espanyol findet nur mäßige Beachtung. Die Berichterstattung über andere spanische Fußballmannschaften ist sehr kritisch, vor allem gegenüber Real Madrid, auch aufgrund der Erzrivalität zwischen dem FC Barcelona und Real Madrid. Der Slogan der Sportzeitung lautet demnach auch „Sempre amb el Barça“, was so viel wie Immer mit Barça bedeutet.
Auch andere Sportarten finden Erwähnung in der Berichterstattung, besonders wenn katalanische Sportler darin beteiligt sind.

## Konkurrenz
Die größte Konkurrenz bilden Marca (Madrid), AS (Madrid), Mundo Deportivo (Barcelona) und Superdeporte (Valencia).